# Курган (поема)
Курган — поема-балада Я. Купала, який вважається одним із найкращих героїчно-романтичних творів Купали та шедевром білоруської літератури. У дореволюційний період він вийшов з авторською присвятою «Пам’яті С. Палуяна».
Оригінальний вірш зберігається в Білоруській бібліотеці та музеї імені Франциска Скорини в Лондоні.

## Опис
Поема була завершена класиком 23 травня 1910 року у Санкт-Петербурзі, і вперше була опублікована в газеті «Наша Нива» 21 червня 1912 року.
Ця поема відкриває низку фольклорно-романтичних віршів у творах Купали дожовтневого періоду. У листі до Л. Клейнбарта від 11 січня 1929 р. автор відніс вірш до творів, породжених виключно фантазією. Поема красномовно свідчить про органічну національно-фольклорну сутність художнього бачення світу Купалою, оспівування національності його художнього мислення та романтичного стилю. Це класичний приклад героїчної романтичної поеми.
«Курган» — це шедевр не лише Купала, а й усієї нової білоруської літератури. Вплив поеми на білоруську літературу розпочався одразу після її появи. Це особливо помітно в збірці К. Буйло «Курганна квітка» (1914), а також у «Іконах» З. Бедули (1913), у першій редакції поеми Коласа «Симон-музикант» (1918) та інші.

## Переклади
Поема перекладена багатьма іноземними мовами, у тому числы азербайджанською — Г. Беюкага, англійською — В. Багатий, вірменською 1 Г. Баран, осетинською — А. Пухаєв, болгарською — Н. Вилчев, китайською — Чжу Цзі, латиською — С. Єронім, литовською — Э.  Матузявічус; молдавською —  П. Дар’я, російською мовою —  М. Браун, М. Галодны; С. Горадзецький, Н. Кіслік, С. Роговицький з Е. Падеревський, румунською — С. Дельчу, узбецькою - Міртэмір; М. Шейхзаде, українською мовою — Т. Масенка; П. Тычына; Я.  Фамін, М. Цярэшчанка.

## Вшанування пам’яті
У 2010 році відзначалося сторіччя поеми. З цієї нагоди в Державному літературному музеї імені Я. Купали відбулась виставка, де можна було побачити копію рукопису поеми, першу публікацію поеми в газеті «Наша Нива» за 1912 рік та прижиттєві публікації з віршем, різні видання ця праця кінця XX — початку XXI ст..

## Вплив на культуру
| |  |
| Платіжні квитки Національного банку Республіки Білорусь зразка 1992—1999, 2000 років відповідно із зображенням на реверсі сцени з балету «Обраний» |  |